# Melenki
Melenki (en russe : Меленки) est une ville de l'oblast de Vladimir, en Russie, et le centre administratif du raïon de Melenki. Sa population s'élevait à 13 407 habitants en 2021.

## Géographie
Melenki se trouve sur la rivière Ounja, un affluent de l'Oki, à 119 km au sud-est de Vladimir et à 258 km à l'est-sud-est de Moscou.

## Histoire
La ville a été fondée au début du XVIIIe siècle et reçut le statut de ville en 1778. Elle possède un clocher bien préservé (1878).

## Population
Recensements (*) ou estimations de la population
| 1856  | 1897* | 1926*  | 1939*  | 1959*  | 1970*  |
| ----- | ----- | ------ | ------ | ------ | ------ |
| 4 600 | 8 909 | 10 600 | 15 640 | 17 462 | 18 545 |

| 1979*  | 1989*  | 2002*  | 2010*  | 2012   | 2013   |
| ------ | ------ | ------ | ------ | ------ | ------ |
| 18 080 | 18 340 | 16 344 | 15 206 | 14 905 | 14 711 |

| 2021*  | - | - | - | - | - |
| ------ | - | - | - | - | - |
| 13 407 | - | - | - | - | - |

## Personnalité
- Vladimir Yakounine (né en 1948), président de la compagnie des chemins de fer russes